# Ralph Hutchinson
Ralph Hutchinson (* 25. Februar 1925 in Newcastle upon Tyne; † 7. Juli 2008 in Wauwatosa, Wisconsin) war ein britischer Jazzposaunist.

## Leben
Hutchinson, dessen Vater als Flötist im BBC Orchester tätig war, lernte zunächst Klavier, bevor er 1943 zur Posaune wechselte. Zunächst spielte er in England in der Band von Tommy Sampson, die überwiegend Tanzmusik spielte und über BBC übertragen wurde; kleine Gruppen von Musikern der Band spielten aber auch Bebop. Er kam 1948 in die USA und arbeitete in Chicago in einer Fabrik für Grammophonnadeln, wobei er nebenbei in kleinen Clubs Jazz spielte. Er arbeitete zunächst mit Bill Russo zusammen, dann mit Herbie Fields. Er wurde vor allem bekannt als Mitglied der Band von Muggsy Spanier, der er 1951 bis 1956 angehörte. Er arbeitete dann in den Rundfunkorchestern von NBC, CBS und ABC. 1959 erhielt er ein Angebot bei Louis Armstrong zu spielen, was er aber aus familiären Gründen ablehnte. Im Bereich des Jazz war er zwischen 1951 und 1955 an 15 Aufnahmesessions beteiligt. Anfang der 1960er Jahre war er vier Jahre in der Band der Jackie Gleason Show. Später arbeitete er als Musiker und professioneller Golfer in Florida.